# 卡洛克尔石柱遗迹
卡洛克尔石柱遗迹（Kalokol Pillar Site）又称纳莫拉通加2号（Namoratunga II），是肯尼亚图尔卡纳湖西侧的一处考古遗址，該遺址歷史可追溯到新石器时代。纳莫拉通加在图尔卡纳语中的意思是 "石头人"。该遗址最初被认为是在公元前300年左右所建立，但後來有人在此挖掘出一个更古老的物質，經放射性碳定年法測出其年代为公元前2398年+/-44年。

## 背景
该遗址距離洛德瓦尔-卡洛克尔公路30米。卡洛克尔石柱遗迹包含19根玄武岩石柱，石柱周围是一个圆形的石阵。此外一些图尔卡纳湖沿岸還有一些其他的石柱遗址，這些遺址的历史與卡洛克尔石柱遗迹處於同一时期。
考古学家马克·林奇（Mark Lynch）和劳伦斯·罗宾斯（L.H.Robbins）在1978年將該地稱之為卡洛克尔石柱遗迹，并确認其很可能是一个古天文学遗址。林奇认为，埃塞俄比亚南部庫希特語族使用者的12个月354天曆法通過玄武岩柱子與星座或恒星联系在一起。据说这些石柱与三角座、昴宿星团、参宿五、畢宿五、中央獵戶座、参宿六和天狼星這七个星座、恒星、星團一一對應。

## 更多阅读
- Doyle, L.R. . Current Anthropology. 1986, 27 (3): 286–287. doi:10.1086/203439.
- Doyle, L.R.; Frank, E.W. . Encyclopedia of the History of Science, Technology and Medicine in Non-Western Cultures (Kluwer, Netherlands). 1997: 96–99.